# Karin Renberg
Karin Maria Renberg, född 1 januari 1959 i Arvidsjaurs församling, Norrbottens län, är en svensk musiker (gitarr, sång) och lärare.  

## Biografi
Renberg är uppvuxen utanför Arvidsjaur. Hon arbetar sedan 00-talet som klasslärare.
Renberg har genom åren spelat och körat med åtskilliga artister, till exempel Stefan Sundström, Johan Johansson, Jakob Hellman och Lars Winnerbäck. 1999 gav Diva Records ut hennes soloalbum Farväl Tristess. 1999 och 2000 turnerade hon med konstellationen Bland skurkar, helgon och vanligt folk.

### Familj
Karin Renberg är gift med Stefan Sundström, med vilken hon har två döttrar.